# أرالياوية

الأرالياوية (الاسم العلمي: Aralieae) هي قبيلة من النباتات تتبع الفصيلة الأرالية من رتبة الخيميات.

## أجناس
- الأراليا (الاسم العلمي:أراليا)
- الجنسنغ (الاسم العلمي:جنسنغ)
- الجنسنغ الخماسي (الاسم العلمي:أراليا)
- الجنسنغ الهارمزي (الاسم العلمي:Harmsiopanax)
- المذرويلية (الاسم العلمي:Motherwellia)
- السفلارليا (الاسم العلمي:Cephalaralia)